# Seznam dílů pořadu Úsměvy
Toto je seznam dílů pořadu Úsměvy (volné pokračování cyklu Úsměvy českého filmu). Pořadem provázel Jaromír Hanzlík. Tento pořad byl ukončen k 31. 12. 2008.

## Varianty seriálu
- Úsměvy
- Úsměvy českého filmu
- Úsměvy dětského filmu
- Mistři českého animovaného filmu
- Mistři českého animovaného filmu II
- Mistři českého animovaného filmu III

## 1997
- 1. díl  …Zdeňka Svěráka  Vantuch Pavel 1997.01
- 2. díl  … Stelly Zázvorkové  Vantuch Pavel 1997.
- 3. díl  … Františka Filipa  Vantuch Pavel 1997.
- 4. díl  … Čeňka Šlegla  Vantuch Pavel 1997.
- 5. díl  … Jiřího Sováka  Vantuch Pavel 1997.
- 6. díl  … Svatopluka Beneše  Vantuch Pavel 1997.
- 7. díl  … Miloše Kopeckého  Vantuch Pavel 1997.
- 8. díl  … Ireny Kačírkové  Vantuch Pavel 1997.
- 9. díl  … Lubomíra Lipského  Vantuch Pavel 1997.
- 10. díl  … Marie Rosůlková  Vantuch Pavel 1997.
- 11. díl  … Zity Kabátové a Raoula Schránila  Vantuch Pavel 1997.
- 12. díl  … Zdeňka Řehoře  Vantuch Pavel 1997.
- 13. díl  … Ladislava Smojlaka  Vantuch Pavel 1997.
- 14. díl  … Václava Lohniského  Vantuch Pavel 1997.
- 15. díl  … Květy Fialové  Vantuch Pavel 1997.
- 16. díl  … Aloise Dvorského a Josefa Vošálíka  Vantuch Pavel 1997.
- 17. díl  … Gutava Nezvala  Vantuch Pavel 1997.
- 18. díl  … Bořivoje Zemana  Vantuch Pavel 1997.
- 19. díl  … Františka Kreuzmanna  Vantuch Pavel 1997.
- 20. díl  … Josefa Abrháma  Vantuch Pavel 1997.
- 21. díl  … Miroslava Horníčka  Vantuch Pavel 1997.
- 22. díl  … Jiřího Menzela  Vantuch Pavel 1997.
- 23. díl  … Václava Vorlíčka  Vantuch Pavel 1997.
- 24. díl  … Karla Effa  Vantuch Pavel 1997.
- 25. díl  … Jiřiny Jiráskové  Vantuch Pavel 1997.
- 26. díl  … Tomáše Holého  Vantuch Pavel 1997.
- 27. díl  … Rudolfa Deyla ml.  Vantuch Pavel 1997.
- 28. díl  … Dády Hrubého  Vantuch Pavel 1997.
- 29. díl  … Jiřiny Štěpničkové  Vantuch Pavel 1997.
- 30. díl  … Jiřího Líra  Vantuch Pavel 1997.
- 31. díl  … Hany Vítové  Vantuch Pavel 1997.
- 32. díl  … Otomara Korbeláře  Vantuch Pavel 1997.
- 33. díl  … Růženy Naskové  Vantuch Pavel 1997.
- 34. díl  … Laďky Kozderkové  Vantuch Pavel 1997.
- 35. díl  … Františka Husáka  Vantuch Pavel 1997.
- 36. díl  … Daniely Kolářové  Vantuch Pavel 1997.
- 37. díl  … Zdeňka Štěpánka  Vantuch Pavel 1997.
- 38. díl  … Waldemara Matušky  Vantuch Pavel 1997.
- 39. díl  … Dany Medřické  Vantuch Pavel 1997.
- 40. díl  … Ljuby Hermanové  Vantuch Pavel 1997.
- 41. díl  … Jana Vostrčila  Vantuch Pavel 1997.
- 42. díl  … Hany Maciuchové  Vantuch Pavel 1997.
- 43. díl  … Josefa Vinkláře  Vantuch Pavel 1997.
- 44. díl  … Milana Neděli  Vantuch Pavel 1997.
- 45. díl  … Milady Ježkové  Vantuch Pavel 1997.
- 46. díl  … Josefa Somra  Vantuch Pavel 1997.
- 47. díl  … Libuše Šafránkové  Vantuch Pavel 1997.
- 48. díl  … Jaroslava Štercla  Vantuch Pavel 1997.
- 49. díl  … Josefa Dvořáka  Vantuch Pavel 1997.
- 50. díl  … Aleny Vránové  Vantuch Pavel 1997.
- 51. díl  … Bohumila Bezoušky  Vantuch Pavel 1997.

## 1998
- 52. díl … s úsměvy 1997  Vantuch Pavel 1998.01.
- 53. díl … Dušana Klaina  Vantuch Pavel 1998.
- 54. díl … Ivy Janžurové  Vantuch Pavel 1998.
- 55. díl … Jiřího Suchého  Vantuch Pavel 1998.
- 56. díl … Jitky Molavcové  Vantuch Pavel 1998.
- 57. díl … Bohumila Hrabala  Vantuch Pavel 1998.
- 58. díl … Pavlíny Filipovské  Vantuch Pavel 1998.
- 59. díl … Františka Hanuše  Vantuch Pavel 1998.
- 60. díl … Petry Černocké  Vantuch Pavel 1998.
- 61. díl … Jaroslava Papouška  Vantuch Pavel 1998.
- 62. díl … Josefa Bláhy  Vantuch Pavel 1998.
- 63. díl … Oldřicha Velena  Vantuch Pavel 1998.
- 64. díl … Petra Schulhoffa  Vantuch Pavel 1998.
- 65. díl … Josefa Šebánka  Vantuch Pavel 1998.
- 66. díl … Heleny Růžičkové  Vantuch Pavel 1998.
- 67. díl … Jiřího Krampola  Vantuch Pavel 1998.
- 68. díl … Hynka Bočana  Vantuch Pavel 1998.
- 69. díl … Vladislava Blažka  Vantuch Pavel 1998.
- 70. díl … Martina Růžka  Vantuch Pavel 1998.
- 71. díl … Karla Pecha  Vantuch Pavel 1998.
- 72. díl … Vladimira Menšíka  Vantuch Pavel 1998.
- 73. díl … Ladislava Rychmana  Vantuch Pavel 1998.
- 74. díl … Petra Kostka  Vantuch Pavel 1998.
- 75. díl … Pavla Háši  Vantuch Pavel 1998.
- 76. díl … Slávky Budínské  Vantuch Pavel 1998.
- 77. díl … ..?  Vantuch Pavel 1998.
- 78. díl … Hajské Darji  Vantuch Pavel 1998.
- 79. díl … 30. léta  Vantuch Pavel 1998.
- 80. díl … 40. léta  Vantuch Pavel 1998.
- 81. díl … 50. léta  Vantuch Pavel 1998.
- 82. díl … 60. léta  Vantuch Pavel 1998.
- 83. díl … 70. léta  Vantuch Pavel 1998.
- 84. díl … 80. léta  Vantuch Pavel 1998.
- 85. díl … 90. léta  Vantuch Pavel 1998.
- 86. díl … Čestmíra Řandy  Vantuch Pavel 1998.
- 87. díl … Hany Talpové  Vantuch Pavel 1998.
- 88. díl … Eduarda Kohouta  Vantuch Pavel 1998.
- 89. díl … Jana Skopečka  Vantuch Pavel 1998.
- 90. díl … Jiřího Pleskota  Vantuch Pavel 1998.
- 91. díl … Veselohra století 1. část  Vantuch Pavel 1998.
- 92. díl … Václava Šaška  Vantuch Pavel 1998.
- 93. díl … Miluše Macourka  Vantuch Pavel 1998.
- 94. díl … Jiřího Krejčího  Vantuch Pavel 1998.
- 95. díl … Václava Wassermana  Vantuch Pavel 1998.
- 96. díl … Jaroslava Moučky  Vantuch Pavel 1998.
- 97. díl … Radoslava Brzobohatého  Vantuch Pavel 1998.
- 98. díl … Jiřího Šaška a Darka Vostřela  Vantuch Pavel 1998.
- 99. díl … Miloše Nesvadby  Vantuch Pavel 1998.
- 100. díl … Václava Neckáře  Vantuch Pavel 1998.
- 101. díl … Iva Paukerta  Vantuch Pavel 1998.
- 102. díl … Jiřího Štuchla  Vantuch Pavel 1998.
- 103. díl … s Úsměvy.  Vantuch Pavel 1998.

## 1999
- 104. díl … Karla Smyczka Vantuch Pavel 1999.01.03 – Neděle
- 105. díl … Olgy Scheinpflugové Vantuch Pavel 1999.01.09 – Sobota
- 106. díl … Ilji Racka Vantuch Pavel 1999.01.16 – Sobota
- 107. díl … Jiřího Pechy Vantuch Pavel 1999.01.23 – Sobota
- 108. díl … Vladimíra Slavínského Vantuch Pavel 1999.01.30 – Sobota
- 109. díl … Václava Štekla Vantuch Pavel 1999.02.06 – Sobota
- 110. díl … Leoše Suchařípy Vantuch Pavel 1999.02.13 – Sobota
- 111. díl … Elly Nollové Vantuch Pavel 1999.02.20 – Sobota
- 112. díl … Jiřího Kodeta Vantuch Pavel 1999.02.27 – Sobota
- 113. díl … Gabriely Vránové Vantuch Pavel 1999.03.06 – Sobota
- 114. díl … Karla Augusty Vantuch Pavel 1999.03.13 – Sobota
- 115. díl … Jiřího Plachého Vantuch Pavel 1999.03.20 – Sobota
- 116. díl … Lubomíra Kostelky Vantuch Pavel 1999.03.27 – Sobota
- 117. díl … Karolíny Slunéčkové Vantuch Pavel 1999.04.03 – Sobota
- 118. díl … Jana Přeučila Vantuch Pavel 1999.04.10 – Sobota
- 119. díl … R. A. Dvorského Vantuch Pavel 1999.04.17 – Sobota
- 120. díl … Jaroslava Uhlíře Vantuch Pavel 1999.04.24 – Sobota
- 121. díl … Karla Poláčka Vantuch Pavel 1999.05.01 – Sobota
- 122. díl … Jiřího Hálka Vantuch Pavel 1999.05.08 – Sobota
- 123. díl … Jiřího Dohnala Vantuch Pavel 1999.05.15 – Sobota
- 124. díl … Františka Vlčka Vantuch Pavel 1999.05.22 – Sobota
- 125. díl … Václava Postráneckého Vantuch Pavel 1999.05.29 – Sobota
- 126. díl … Vojtěcha Jasného Vantuch Pavel 1999.06.05 – Sobota
- 127. díl … Ladislava Županiče Vantuch Pavel 1999.06.12 – Sobota
- 128. díl … Karla Högera Vantuch Pavel 1999.06.19 – Sobota
- 129. díl … Volení krále filmového úsměvu Vantuch Pavel 1999.06.26 – Sobota
- 130. díl … Miroslava Homoly Vantuch Pavel 1999.07.03 – Sobota
- 131. díl … Otto Šimánka Vantuch Pavel 1999.07.10 – Sobota
- 132. díl … Vlastimila Haška Vantuch Pavel 1999.07.17 – Sobota
- 133. díl … Karla Steklého Vantuch Pavel 1999.07.24 – Sobota
- 134. díl … Vladimíra "Mulíka" Novotného Vantuch Pavel 1999.07.31 – Sobota
- 135. díl … Jany Diteilové Vantuch Pavel 1999.08.07 – Sobota
- 136. díl … Evžena Jegorové Vantuch Pavel 1999.08.14 – Sobota
- 137. díl … Františka Paula Vantuch Pavel 1999.08.21 – Sobota
- 138. díl … Niny Popelíkové Vantuch Pavel 1999.08.28 – Sobota
- 139. díl … Gustava Opustila Vantuch Pavel 1999.09.04 – Sobota
- 140. díl … Jaroslava Čejky Vantuch Pavel 1999.09.11 – Sobota
- 141. díl … Vladimíra Hlavatého Vantuch Pavel 1999.09.18 – Sobota
- 142. díl … F. Řeháka Vantuch Pavel 1999.09.25 – Sobota
- 143. díl … Zdeňka Mahlera Vantuch Pavel 1999.10.02 – Sobota
- 144. díl … Gabriely Wilhelmové Vantuch Pavel 1999.10.09 – Sobota
- 145. díl … Oldřicha Daňka Vantuch Pavel 1999.10.16 – Sobota
- 146. díl … Karla Štědrého Vantuch Pavel 1999.10.23 – Sobota
- 147. díl … Oty Jiráka Vantuch Pavel 1999.10.30 – Sobota
- 148. díl … jak jsme volili Krále úsměvů I. Vantuch Pavel 1999.11.06 – Sobota
- 149. díl … jak jsme volili Krále úsměvů II. a III. Vantuch Pavel 1999.11.13 – Sobota
- 150. díl … Jiřího Borovce Vantuch Pavel 1999.11.20 – Sobota
- 151. díl … Jaroslavy Obermairové Vantuch Pavel 1999.11.27 – Sobota
- 152. díl … Jaroslava Dudka Vantuch Pavel 1999.12.04 – Sobota
- 153. díl … Magdy Vašáryové Vantuch Pavel 1999.12.11 – Sobota
- 154. díl … Jaroslava Satoranského Vantuch Pavel 1999.12.18 – Sobota
- 155. díl … Miroslava Donutila Vantuch Pavel 1999.12.25 – Sobota

## 2000
- 156. díl  … Júliusa Satinského  Vantuch Pavel 2000.01.09 – Neděle
- 157. díl  … Milana Lasici  Vantuch Pavel 2000.01.16 – Neděle
- 158. díl  … Miroslava Cikána  Vantuch Pavel 2000.01.23 – Neděle
- 159. díl  … Evy Pilarové  Vantuch Pavel 2000.02.06 – Neděle
- 160. díl  … Medy Valentové  Vantuch Pavel 2000.02.13 – Neděle
- 161. díl  … Otakara Vávry  Vantuch Pavel 2000.02.20 – Neděle
- 162. díl  … Zdeny Hadrbolcové  Vantuch Pavel 2000.03.05 – Neděle
- 163. díl  … Rudolfa Hrušínského ml.  Vantuch Pavel 2000.03.12 – Neděle
- 164. díl  … Zdeňka Srstky  Vantuch Pavel 2000.03.19 – Neděle
- 165. díl  … Vladimíra Kršky  Vantuch Pavel 2000.04.02 – Neděle
- 166. díl  … Stanislava Zindulky  Vantuch Pavel 2000.04.09 – Neděle
- 167. díl  … Heleny Vondráčkové  Vantuch Pavel 2000.04.16 – Neděle
- 168. díl …  Jiřího Wimmera  Vantuch Pavel 2000.04.30 – Neděle
- 169. díl …  Mariána Labudy  Vantuch Pavel 2000.05.07 – Neděle
- 170. díl …  Vladimíra Dvořáka  Vantuch Pavel 2000.05.14 – Neděle
- 171. díl …  Jany Štěpánkové  Vantuch Pavel 2000.05.21 – Neděle
- 172. díl …  Volíme Hrdinu filmového úsměvu  Vantuch Pavel 2000.05.28 – Neděle
- 173. díl …  Karla Kachyni  Vantuch Pavel 2000.06.04 – Neděle
- 174. díl …  Jana Schmida  Vantuch Pavel 2000.06.11 – Neděle
- 175. díl …  Radovana Lukavského  Vantuch Pavel 2000.06.25 – Neděle
- 176. díl …  Jána Roháče  Vantuch Pavel 2000.07.02 – Neděle
- 177. díl …  Zdeňka Smetany  Vantuch Pavel 2000.07.23 – Neděle
- 178. díl …  Antonína (strýčka) Jedličky  Vantuch Pavel 2000.08.13 – Neděle
- 179. díl …  Evalda Schorma  Vantuch Pavel 2000.08.20 – Neděle
- 180. díl …  Nadi Urbánkové  Vantuch Pavel 2000.08.27 – Neděle
- 181. díl …  Pavla Landovského  Vantuch Pavel 2000.09.03 – Neděle
- 182. díl …  Petra Haničince  Vantuch Pavel 2000.09.10 – Neděle
- 183. díl …  Luďka Soboty  Vantuch Pavel 2000.09.24 – Neděle
- 184. díl …  Mileny Dvorské  Vantuch Pavel 2000.10.01 – Neděle
- 185. díl …  Václava Sloupa  Vantuch Pavel 2000.10.08 – Neděle
- 186. díl …  Den s hrdinou filmového úsměvu  Vantuch Pavel 2000.10.22 – Neděle
- 187. díl …  Jak jsme volili hrdinu filmového úsměvu  Vantuch Pavel 2000.11.05 – Neděle
- 188. díl …  Vladimíra Ráže  Vantuch Pavel 2000.11.12 – Neděle
- 189. díl …  Marty Vančurové  Vantuch Pavel 2000.11.19 – Neděle
- 190. díl …  Viktora Preisse  Vantuch Pavel 2000.12.09 – Sobota
- 191. díl …  Pavla Zedníčka  Vantuch Pavel 2000.12.16 – Sobota
- 192. díl …  Jiřiny Bohdalové  Vantuch Pavel 2000.12.26 – Úterý
- 193. díl …  s Úsměvy  Vantuch Pavel 2000.12.31 – Neděle

## 2001
- 194. díl …  Nadi Konvalinkové  Vantuch Pavel 2001.01.06 – Sobota
- 195. díl …  Hany Zagorové  Vantuch Pavel 2001.01.13 – Sobota
- 196. díl …  Stanislava Fišera  Vantuch Pavel 2001.01.20 – Sobota
- 197. díl …  Luby Skořepové  Vantuch Pavel 2001.02.03 – Sobota
- 198. díl …  Luďka Nekudy  Vantuch Pavel 2001.02.10 – Sobota
- 199. díl …  V+W  Vantuch Pavel 2001.02.17 – Sobota
- 200. díl …  Tomáše Töpfera  Vantuch Pavel 2001.03.03 – Sobota
- 201. díl …  Emila Artura Longena  Vantuch Pavel 2001.03.10 – Sobota
- 202. díl …  Valérie Kaplanové  Vantuch Pavel 2001.03.17 – Sobota
- 203. díl …  Svatopluka Skopala  Vantuch Pavel 2001.03.24 – Sobota
- 204. díl …  dr. Jana Pixy  Vantuch Pavel 2001.03.31 – Sobota
- 205. díl …  Jana Hřebejka  Vantuch Pavel 2001.04.07 – Sobota
- 206. díl …  Eduarda Cupáka  Vantuch Pavel 2001.04.14 – Sobota
- 207. díl …  Lubora Tokoše  Vantuch Pavel 2001.04.21 – Sobota
- 208. díl …  Pavla Kříže  Vantuch Pavel 2001.04.28 – Sobota
- 209. díl …  Bronislava Poloczka  Vantuch Pavel 2001.05.05 – Sobota
- 210. díl …  Petra Štěpánka  Vantuch Pavel 2001.05.12 – Sobota
- 211. díl …  Jitky Smutné  Vantuch Pavel 2001.05.19 – Sobota
- 212. díl …  Otakara Brouska  Vantuch Pavel 2001.05.26 – Sobota
- 213. díl …  Spejbla a Hurvínka  Vantuch Pavel 2001.06.02 – Sobota
- 214. díl … Lídy Baarové …  Vantuch Pavel 2001.06.09 – Sobota
- 215. díl … Josefa Zímy …  Vantuch Pavel 2001.06.16 – Sobota
- 216. díl … Dáši Bláhové …  Vantuch Pavel 2001.06.23 – Sobota
- 217. díl … v roce jedna …  Vantuch Pavel 2001.06.30 – Sobota
- 218. díl … Ladislava Mrkvičky …  Vantuch Pavel 2001.09.01 – Sobota
- 219. díl … Theodora Pištěka ml. …  Vantuch Pavel 2001.09.09 – Neděle
- 210. díl … Elmara Klose …  Vantuch Pavel 2001.09.16 – Neděle
- 211. díl … Jana Kanyzy …  Vantuch Pavel 2001.09.23 – Neděle
- 212. díl … Anny Ondrákové …  Vantuch Pavel 2001.09.30 – Neděle
- 213. díl … Oldřicha Navrátila …  Vantuch Pavel 2001.10.07 – Neděle
- 214. díl … Kateřiny Macháčkové …  Vantuch Pavel 2001.10.14 – Neděle
- 215. díl … Oldřicha Vlacha …  Vantuch Pavel 2001.10.21 – Neděle
- 216. díl … Jiřího Schmitzera …  Vantuch Pavel 2001.10.28 – Neděle
- 217. díl … Jiřího Lábuse …  Vantuch Pavel 2001.11.04 – Neděle
- 218. díl … Václava Vydry …  Vantuch Pavel 2001.11.11 – Neděle
- 219. díl … Jany Hlaváčové …  Vantuch Pavel 2001.11.18 – Neděle
- 230. díl … Juraje Herze …  Vantuch Pavel 2001.11.25 – Neděle
- 248. díl … 300krát s Úsměvy …  Vantuch Pavel 2001.12.30 – Neděle

## 2002
- 249. díl … Jana Svěráka Vantuch Pavel 2002.01.05 – Sobota
- 250. díl … Simony Stašové Vantuch Pavel 2002.01.12 – Sobota
- 251. díl … Vlastimila Bedrny Vantuch Pavel 2002.01.19 – Sobota
- 252. díl … Jany Synkové Vantuch Pavel 2002.01.26 – Sobota
- 253. díl … Ladislava Potměšila Vantuch Pavel 2002.02.02 – Sobota
- 254. díl … Zlaty Adamovské Vantuch Pavel 2002.02.09 – Sobota
- 255. díl … sv. Valentýna Vantuch Pavel 2002.02.16 – Sobota
- 256. díl … Pavla Nového Vantuch Pavel 2002.02.23 – Sobota
- 257. díl … Jany Paulové Vantuch Pavel 2002.03.02 – Sobota
- 258. díl … Miroslava Vladyky Vantuch Pavel 2002.03.09 – Sobota
- 259. díl … Josefa Kobra Vantuch Pavel 2002.03.16 – Sobota
- 260. díl … Jaroslava Kepky Vantuch Pavel 2002.03.23 – Sobota
- 261. díl … 100 let Martina Friče Vantuch Pavel 2002.03.30 – Sobota
- 262. díl … Karla Gotta Vantuch Pavel 2002.04.06 – Sobota
- 263. díl … Zdeňka Dítěte Vantuch Pavel 2002.04.13 – Sobota
- 264. díl … Jany Švandové Vantuch Pavel 2002.04.20 – Sobota
- 265. díl … Miloslava Štibicha Vantuch Pavel 2002.04.27 – Sobota
- 266. díl … Ondřeje Havelky Vantuch Pavel 2002.05.04 – Sobota
- 267. díl … Karla Čapka Vantuch Pavel 2002.05.11 – Sobota
- 268. díl … Zuzany Bydžovské Vantuch Pavel 2002.05.18 – Sobota
- 269. díl … Františka Krištofa Veselého Vantuch Pavel 2002.05.25 – Sobota
- 270. díl … Dětské Úsměvy Vantuch Pavel 2002.06.01 – Sobota
- 271. díl … Jany Bouškové Vantuch Pavel 2002.06.08 – Sobota
- 272. díl … Otto Lackoviče Vantuch Pavel 2002.06.15 – Sobota
- 273. díl … Jana Třísky Vantuch Pavel 2002.06.22 – Sobota
- 274. díl … Jaroslavy Adamové Vantuch Pavel 2002.06.29 – Sobota
- 275. díl … ve dvou Vantuch Pavel 2002.09.07 – Sobota
- 276. díl … Miroslava Táborského Vantuch Pavel 2002.09.14 – Sobota
- 277. díl … Marie Rottrové Vantuch Pavel 2002.09.21 – Sobota
- 278. díl … Jana Hartla Vantuch Pavel 2002.09.28 – Sobota
- 279. díl … Kateřiny Brožové Vantuch Pavel 2002.10.05 – Sobota
- 280. díl … Ferdinanda Havlíka Vantuch Pavel 2002.10.12 – Sobota
- 281. díl … Václava Vosky Vantuch Pavel 2002.11.02 – Sobota
- 282. díl … Miroslava Moravce Vantuch Pavel 2002.11.09 – Sobota
- 283. díl … Milana Šteindlera Vantuch Pavel 2002.11.16 – Sobota
- 284. díl … Marie Poledňákové Vantuch Pavel 2002.11.23 – Sobota
- 285. díl … Jana Hrušínského Vantuch Pavel 2002.11.30 – Sobota
- 286. díl … Veroniky Žilkové Vantuch Pavel 2002.12.07 – Sobota
- 287. díl … Vlastimila Brodského Vantuch Pavel 2002.12.14 – Sobota
- 288. díl … přímo pohádkové Vantuch Pavel 2002.12.21 – Sobota
- 289. díl … v páru Vantuch Pavel 2002.12.28 – Sobota

## 2003
- 290. díl … Úsměvy Karla Heřmánka Vantuch Pavel 2003.01.13 – Sobota

## 2006
- ?.díl Úsměvy Vladimíra Javorského
- 448. díl … s Pavlem Vantuchem** Vantuch Pavel 2006.02.11
- 482. díl … Zory Jandové  Vantuch Pavel 2006.12.30 – Sobota

## 2007
- 483. díl ... Vlasty Fabianové Vantuch Pavel 2007.01.07 – Neděle
- 499. díl ... Magdaleny Reifové Vantuch Pavel 2007.05.27 – Neděle
- 500. díl … Soni Červené  Vantuch Pavel 2007.05.27 – Neděle
- 501. díl ... Úsměvy pro Petra Fejka Vantuch Pavel 2007.06.03 – Neděle

## 2008
- 523. díl  … Evy Sadkové  Vantuch Pavel 2008.01.06 – Neděle
- 524. díl  … Josefa Langmilera  Vantuch Pavel 2008.01.20 – Neděle
- 525. díl  … Uršuly Klukové  Vantuch Pavel 2008.02.03 – Neděle
- 526. díl  … Bohuslava Čápa  Vantuch Pavel 2008.02.10 – Neděle
- 527. díl  … Světlany Nálepkové  Vantuch Pavel 2008.02.17 – Neděle
- 528. díl  … Zdeňka Žáka  Vantuch Pavel 2008.02.24 – Neděle
- 529. díl  … Zdenky Procházkové  Vantuch Pavel 2008.03.02 – Neděle
- 530. díl  … Ladislava Fialky  Vantuch Pavel 2008.03.16 – Neděle
- 531. díl  … Jana Vlasáka  Vantuch Pavel 2008.03.23 – Neděle
- 532. díl  … Terezy Pokorné – Herz  Vantuch Pavel 2008.03.30 – Neděle
- 533. díl  … Ondřeje Kepky  Vantuch Pavel 2008.04.06 – Neděle
- 534. díl  … Marty Kubišové  Vantuch Pavel 2008.04.13 – Neděle
- 535. díl  … Miroslava Masopusta  Vantuch Pavel 2008.04.20 – Neděle
- 536. díl  … Lucie Bílé  Vantuch Pavel 2008.04.27 – Neděle
- 537. díl  … Františka Ringo Čecha  Vantuch Pavel 2008.05.10 – Neděle
- 538. díl  … Táni Fischerové  Vantuch Pavel 2008.05.17 – Neděle
- 539. díl  … Jana Šťastného  Vantuch Pavel 2008.05.25 – Neděle

## Vysvětlivky
- - Tyto díly udávají, že jde o jubilejní díly (300 a 500 – Úsměvy českého filmu + Úsměvy). Tato čísla nesouhlasí se záznamy (-65 dílů).